# Zala (Hungria)
Zala é um condado (megye em húngaro) da Hungria. Sua capital é a cidade de Zalaegerszeg.